# فيكتور نيكيبيلوف
كان فيكتور ألكسندروفيتش نيكيبيلوف (29 سبتمبر 1928-1 يوليو 1989) شاعرًا روسيًا سوفيتيًا، وكاتبًا، ومنشقًا عن الاتحاد السوفيتي، وعضوًا في مجموعة هلسنكي بموسكو، والتي أمضى حوالي تسع سنوات في السجن لتواجده فيها.

## الانشقاق
قُبِضَ على نيكيبيلوف في عام 1973 بتهمة «نشر افتراءات كاذبة معروفة تضر بالنظام السياسي السوفيتي» (وفقًا للمادة 190-1 من القانون الجنائي لجمهورية روسيا الاتحادية الاشتراكية السوفيتية). ذكرت رسالة ساخاروف إلى غورباتشوف بتاريخ 19 فبراير 1986 أن نيكيبيلوف أُدين بسبب أشعاره الفلسفية التي اعتبرتها المحكمة تشهيرًا. أُرسِلَ نيكيبيلوف إلى القسم 4 من معهد سربسكي للطب النفسي الشرعي لإجراء تقييم نفسي، والذي استمر منذ 15 يناير حتى 12 مارس 1974، وحُكم عليه بأنه سليم العقل (وهو كذلك بالفعل)، وحكم عليه بالسجن لمدة عامين. نشر كتابه من نوع الساميزدات بعنوان معهد الحمقى: ملاحظات عن معهد سربسكي في عام 1976 معتمدًا على تجربته الشخصية في مستشفى الطب النفسي التابع لمعهد سربسكي، وتُرجِمَ إلى الإنجليزية في عام 1980.
انضم نيكيبيلوف إلى مجموعة هلسنكي بموسكو في أكتوبر 1977. انتهى نيكيبيلوف وألكسندر بودرابينك في عام 1977 من كتابهما المشترك بعنوان من الصمت الأصفر: مجموعة مذكرات ومقالات السجناء السياسيين في مستشفيات الأمراض النفسية.
حُكم عليه بالعقوبة القصوى بتهمة «التحريض والدعاية المناهضة للسوفيت» لمدة سبع سنوات في معسكر العمل ثم خمس سنوات في المنفى الداخلي بعد نشره كتاب معهد الحمقى. كتب زافويسكي وكريلوفسكي أن نيكيبيلوف أصيب بالسرطان بسبب تسممه الدائم في معسكر الاعتقال. طلب نيكيبيلوف وتسعة سجناء سياسيين آخرين في رسالتهم إلى الرئيس الأمريكي رونالد ريغان مساعدته في الحث على تفتيش المعسكرات السوفيتية في 20 مارس 1983.
طالب مع أرينا غينزبورغ، ومالفا لاندا، وتاتيانا فيليكانوفا، وأندريه ساخاروف بإجراء استفتاء في دول البلطيق لتحديد مصيرهم السياسي. أطلق سراحه في عام 1987، وهاجر إلى فرنسا حيث توفي في عام 1989، ونشرت جمعية ميموريال مجموعة مختارة من أبياته في عام 1992.

## عن كتابه
كتب نيكيبيلوف عن الأطباء والمرضى الآخرين بتعاطف وتشويق وبملاحظة دقيقة في كتابه معهد الحمقى. كان معظم هؤلاء من المجرمين العاديين الذين يتظاهرون بالجنون من أجل إرسالهم إلى مستشفى للأمراض العقلية، وذلك بسبب اعتبار المستشفى «خيارًا سهلًا» مقارنة بمعسكرات الاعتقال. قال رئيس جمعية الطب النفسي المستقلة في روسيا، يوري سافينكو، إن كتاب نيكيبيلوف يعد وثيقة إنسانية درامية للغاية، وقصة عادلة عن وكر الطب النفسي العقابي السوفيتي، ومرآة يحتاج الأطباء النفسيون دائمًا إلى النظر إليها. قال مالكولم لادر إن هذا الكتاب، باعتباره إدانة لمعهد سربسكي، بالكاد يرتقي فوق مستوى الثرثرة والنميمة، ويدمر نيكيبيلوف مصداقيته من خلال عدم تقديم أي دليل حقيقي، بل وضع تأويلات مغرضة دائمًا على الأحداث.
خلص الطبيب النفسي في دونيتسك بيختريف بعد قراءة الكتاب إلى أن الادعاءات ضد الأطباء النفسيين صدرت عن جزء لا يُعتد به من النزلاء الذين تظاهروا بالمعاناة بعد أن أسرفوا في تناول الطعام. ذكر رد روبرت فان فورين أن بيختريف يجادل في مقالته بشكل متعالي بأن معهد سربسكي لم يكن مكانًا سيئًا للغاية، وأن نيكيبيلوف يبالغ ويشوه سمعته، ولكن بيختريف، بفعله هذا، يتجاهل النقطة الرئيسية بأن الظروف المعيشية في معهد سربسكي لم تكن سيئة، وأن أولئك الذين اجتازوا الفحص النفسي هناك كانوا إلى حد ما «في عطلة» مقارنة بالظروف المعيشية في الجولاج.
كان الجميع يعلم بأن معهد سربسكي كان أكثر من مجرد «أبواب للجحيم» التي يُرسَل منها الأشخاص إلى مستشفيات الأمراض العقلية المتخصصة في تشيرنياخوفسك، ودنبروبيتروفسك، وقازان، وبلاغوفيشتشينسك، وذلك على سبيل المثال لا الحصر. تحولت حياتهم إلى رعب لا يمكن تصوره مع التعذيب اليومي من خلال تعاطي المخدرات القسرية والضرب وغيره من أشكال العقاب. أصيب الكثيرون بالجنون، ولم يتمكنوا من تحمل ما كان يحدث لهم، حتى أن البعض مات أثناء «العلاج» (مثل عامل منجم من دونيتسك، أليكسي نيكيتين). كُتِبَ العديد من الكتب والمذكرات عن الحياة في معسكرات الجولاج النفسية، وهي كتب تبعث القشعريرة عند قراءتها.